# Epsilon Ursae Majoris
Epsilon Ursae Majoris (Alioth, 77 Ursae Majoris) é uma estrela na direção da constelação de Ursa Major. Possui uma ascensão reta de 12h 54m 01.63s e uma declinação de +55° 57′ 35.4″. Sua magnitude aparente é igual a 1.76. Considerando sua distância de 81 anos-luz em relação à Terra, sua magnitude absoluta é igual a −0.21. Pertence à classe espectral A0p. É uma estrela variável α² Canum Venaticorum. Possui uma anã marrom em sua órbita.